# Todd Lasance
Todd Lasance, né le 18 février 1985 à Newcastle (Nouvelle-Galles du Sud), est un acteur australien.

## Biographie
Todd Lasance est né le 18 février 1985 à Newcastle, en Nouvelle-Galles du Sud.
Ses parents sont Robert et Jan Lasance. Il a un grand frère, Chad Lasance.
Courant 2023, il rejoint le casting principal de NCIS: Sydney, cinquième série de la franchise NCIS. Il interprète le sergent Jim "JD" Dempsey.

### Vie privée
Il est marié à Jordan Wilcox. Ils ont une fille, Charlie Rose Lasance, née en 2016.

## Filmographie

### Cinéma

#### Longs métrages
- 2008 : L'Amour de l'or (Fool's Gold) d'Andy Tennant : Un garçon de la fraternité
- 2016 : Terminus de Marc Furmie : Zach Aronson
- 2019 : The Divorce Party de Hughes William Thompson : Chad
- 2021 : Sans aucun remords (Without Remorse) de Stefano Sollima : Dallas
- 2022 : Black Site de Sophia Banks : Wesley

### Télévision

#### Séries télévisées
- 2005 / 2007 - 2010 : Summer Bay : Aden Jefferies
- 2006 : Blue Water High : Surf Academy (Blue Water High) : Chris
- 2007 : McLeod's Daughters : Brad
- 2011 : Rescue : Unité Spéciale (Rescue : Special Ops) : Cam Jackson
- 2011 : Cloudstreet : Quick Lamb
- 2011 : Crownies : Ben McMahon
- 2012 : Bikie Wars: Brothers in Arms : Kiddo
- 2013 : Spartacus : Le Sang des gladiateurs (Spartacus : Blood and Sand) : Jules César
- 2014 : Anzac Girls : Lieutenant Sydney 'Syd' Cook / Capitaine Sydney 'Syd' Cook / Major Sydney 'Syd' Cook
- 2015 - 2016 : Vampire Diaries : Julian
- 2016 : The Flash : Edward Clariss [2]
- 2017 : Janet King : Ben McMahon
- 2018 : Underbelly Files : Chopper : Syd Collins
- 2018 : Olivia Newton-John : Hopelessly Devoted to You : Lee Kramer
- 2018 : Bite Club : Dan Cooper
- depuis 2023 : NCIS: Sydney : Jim "JD" Dempsey

#### Téléfilms
- 2007 : BlackJack : Ghosts de Kate Woods : Stephen Hulce
- 2011 : Underbelly Files : Tell Them Lucifer Was Here de Shawn Seet : Dean Thomas
- 2012 : The Great Mint Swindle de Geoff Bennett : Peter Mickelberg
- 2015 : How to Murder Your Wife de Riccardo Pellizzeri : Mark Everitt
- 2021 : Kidnapped de Vic Sarin : Brad

## Distinctions

### Récompenses
- Logie Awards 2009 : Acteur le plus populaire (Summer Bay)

### Nominations
- Saturn Award 2013 : Saturn Award du meilleur acteur de télévision dans un second rôle (Spartacus : La Guerre des damnés)
- Logie Awards 2010 : Acteur le plus populaire (Summer Bay)
- Australian Academy of Cinema and Television Arts Awards 2011 : AACTA Award du meilleur acteur dans un second rôle ou invité dans une série télévisée dramatique (Cloudstreet (en))